# Revda (oblast de Mourmansk)
Revda (en russe : Ревда) est une commune urbaine de l'oblast de Mourmansk, en Russie. Sa population s'élevait à 7 923 habitants en 2019.

## Nom
Revda doit son nom à un petit lac voisin, qui peut se traduire en same par « réserve d'eau pour faire boire les rennes. »

## Géographie
Revda se trouve au centre de la péninsule de Kola, au-delà du cercle polaire arctique et dans une zone de toundra. Elle dépend administrativement du raïon de Lovozero.

## Histoire

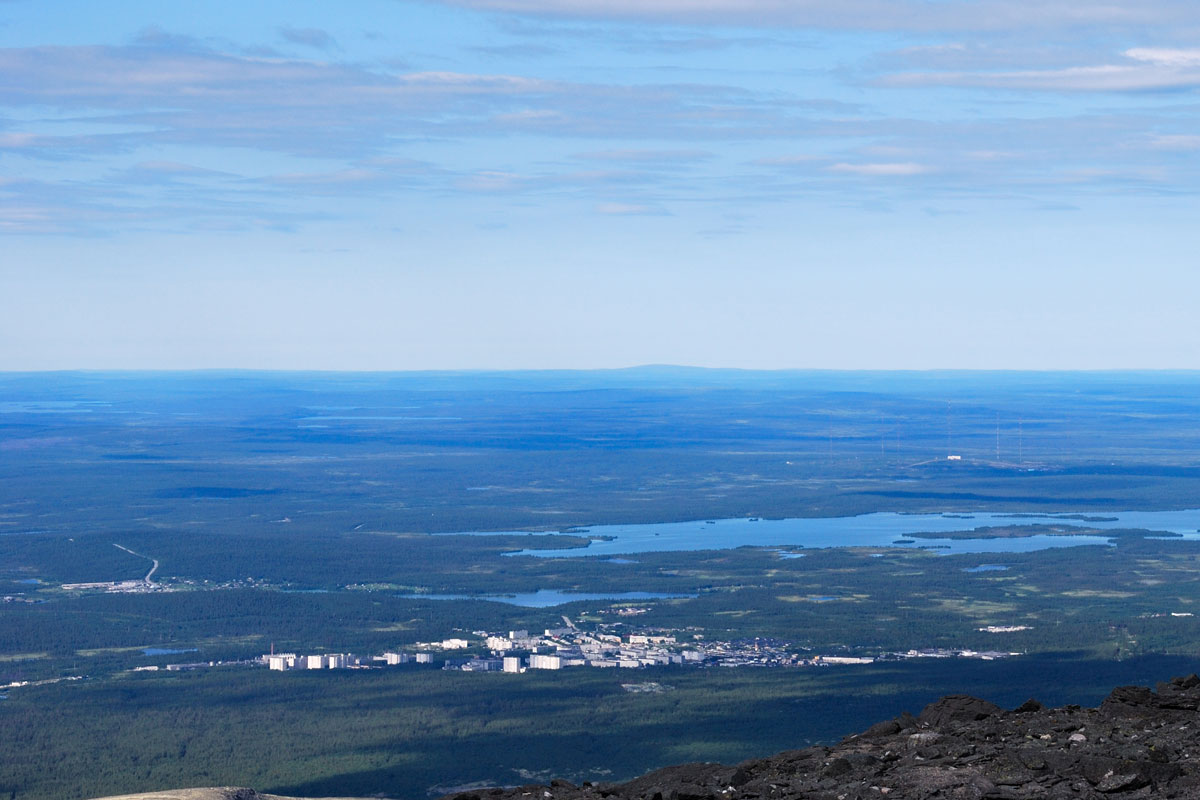
Vue de Revda, au fond le lac de Revda (le grand lac) et le lac Krivoï (le petit lac).

L'endroit commence à être construit en 1950, lorsqu'y sont envoyés des ouvriers pour l'exploitation d'un gisement de loparite, minéral primaire des néphéline-syénites et des pegmatites, que l'on utilise pour la production de tantale ou de niobium.

## Population
Recensements (*) ou estimations de la population
| 1959* | 1970* | 1979* | 1989*  | 2002*  |
| ----- | ----- | ----- | ------ | ------ |
| 4 650 | 4 524 | 8 663 | 13 820 | 10 368 |

| 2006  | 2010* | 2012  | 2013  | 2014  |
| ----- | ----- | ----- | ----- | ----- |
| 9 773 | 8 414 | 8 186 | 8 122 | 7 979 |

| 2015  | 2016  | 2017  | 2018  | 2019  |
| ----- | ----- | ----- | ----- | ----- |
| 7 908 | 7 822 | 7 873 | 8 004 | 7 923 |

## Transports
La localité est reliée par ligne régulière d'autocars à Olenegorsk et Mourmansk. L'aéroport interrégional le plus proche se trouve à 50 km à Kirovsk, en direction du sud-ouest. Mais il existe aussi un petit aérodrome à Lovozero (à 30 km à l'est) qui relie l'intérieur de la zone par hélicoptères.
La gare ferroviaire pour passagers la plus proche est celle d'Olenegorsk, distante de 65 km par la route.